# Chrysops flavipennis
Chrysops flavipennis är en tvåvingeart som beskrevs av Krober 1925. Chrysops flavipennis ingår i släktet Chrysops och familjen bromsar.
Artens utbredningsområde är Ecuador. Inga underarter finns listade i Catalogue of Life.